# خانه زینب ابیوردی
خانه زینب ابیوردی مربوط به دوره قاجار است و در شیراز، محله سرباغ، کوچه بهار ایران، پلاک ۵ واقع شده و این اثر در تاریخ ۱۰ خرداد ۱۳۸۲ با شمارهٔ ثبت ۸۹۹۵ به‌عنوان یکی از آثار ملی ایران به ثبت رسیده است.